# J.P.J. Ravn
Jesper Peter Johansen Ravn (født 30. november 1866 i Vonsild, død 7. august 1951 på Frederiksberg) var en dansk palæontolog og geolog.
Ravn blev student 1885 fra Kolding lærde Skole, cand. mag. i naturhistorie og geografi 1892, inspektør ved Mineralogisk Museum 1907-36, docent i Palæontologi ved Københavns Universitet 1904-37. Medlem af det kongelige danske Videnskabernes Selskab 1931 og medlem af Fysiografiska Sällskapet i Lund 1932.
Ravn har skrevet en stor mængde afhandlinger, væsentlig om danske kridt- og tertiæraflejringer og deres forsteninger; navnlig må mærkes: Molluskerne i Danmarks Kridtaflejringer (1902 og 1903), og Molluskfaunaen i Jyllands Tertiæraflejringer (1907), for hvilken han modtog Videnskabernes Selskabs guldmedalje, samt i de senere år forskellige afhandlinger om den bornholmske kridtformation. Han har også udgivet monografier over echiniderne i den danske kridtformation.
Han er begravet på Vonsild Kirkegård.